# M2 (srednji tank)
Srednji tank M2 je bil ameriški tank v drugi svetovni vojni. 

## Zgodovina
M2 je bil večja različica lahkega tanka M2. Večina delov je bila istih ali pa zelo podobnih. Junija 1940 je bilo naročenih 1000 tankov. Ameriška vojska je podrobno spremljala doktrino in taktiko nemških tankovskih enot in je prišla do spoznanja, da mora imeti naslednja generacija tankov top 75 mm. Pri tem se je pojavil problem, saj so bili tanki naslednje generacije že v proizvodnji in so nosili top 37 mm. Ta tank je bil srednji tank M2. Takoj so začeli razvijati nov tank. Za osnovo so uporabili kar srednji tank M2, saj je bil edini primeren, da se na njega namesti top 75 mm.
Do takrat ko so začeli proizvajati nove srednje tanke M3, je bilo narejenih že 94 tankov M2. Tank ni prišel v vojno uporabo, uporabljal se je le za usposabljanje. 